# Взрывной парниковый эффект
Взрывно́й парнико́вый эффе́кт (англ. runaway greenhouse effect) — процесс, при котором положительная обратная связь между температурой поверхности и непрозрачностью атмосферы увеличивает силу парникового эффекта на планете до тех пор, пока её океаны не испарятся. Такой процесс, как предполагается, произошел на раннем этапе истории Венеры. МГЭИК утверждает, что на Земле «антропогенная деятельность практически не имеет шансов вызвать „взрывной парниковый эффект“, аналогичный Венере».
Другие масштабные изменения климата также иногда называют «взрывным парниковым эффектом», хотя это не является подходящим описанием. Например, предполагается, что крупные выбросы парниковых газов могли происходить одновременно с пермско-триасовым вымиранием или палеоцен-эоценовым термическим максимумом. Для описания таких сценариев могут использоваться другие термины, такие как «резкое изменение климата» или «переломная точка».

## История
Термин был придуман ученым Калтеха Эндрю Ингерсоллом в статье, описывающей модель атмосферы Венеры. Первоначально водяной пар в атмосфере Венеры поглощал отражённое от поверхности излучение, что заставляло планету нагреваться и увеличивало испарение воды, что приводило к возникновению положительной обратной связи. Высокое содержание водяного пара в атмосфере допускает фотодиссоциацию, при этом более легкий газообразный водород уходит в космос, а кислород реагирует с поверхностными породами. Эта модель подтверждается соотношением дейтерий/водород на Венере, которое в 150 раз больше, чем на Земле.

## Обратная связь
Положительная обратная связь не должна приводить к взрывному парниковому эффекту, поскольку коэффициент усиления не всегда достаточен для этого. Всегда существует сильная отрицательная обратная связь (излучение планеты увеличивается пропорционально четвёртой степени температуры в соответствии с законом Стефана-Больцмана), поэтому амплитуда положительной обратной связи должна быть очень сильной, чтобы вызвать взрывной парниковый эффект (см. коэффициент усиления). Повышение температуры из-за парниковых газов, приводящее к увеличению количества водяного пара (который сам по себе является парниковым газом), что вызывает дальнейшее потепление, несомненно является эффектом с положительной обратной связью и существует на Земле, но не становится бесконтрольным. Системы с положительной обратной связью весьма распространены (например, альбедо системы лёд-вода), но взрывной эффект в них возникает не всегда.

## Венера

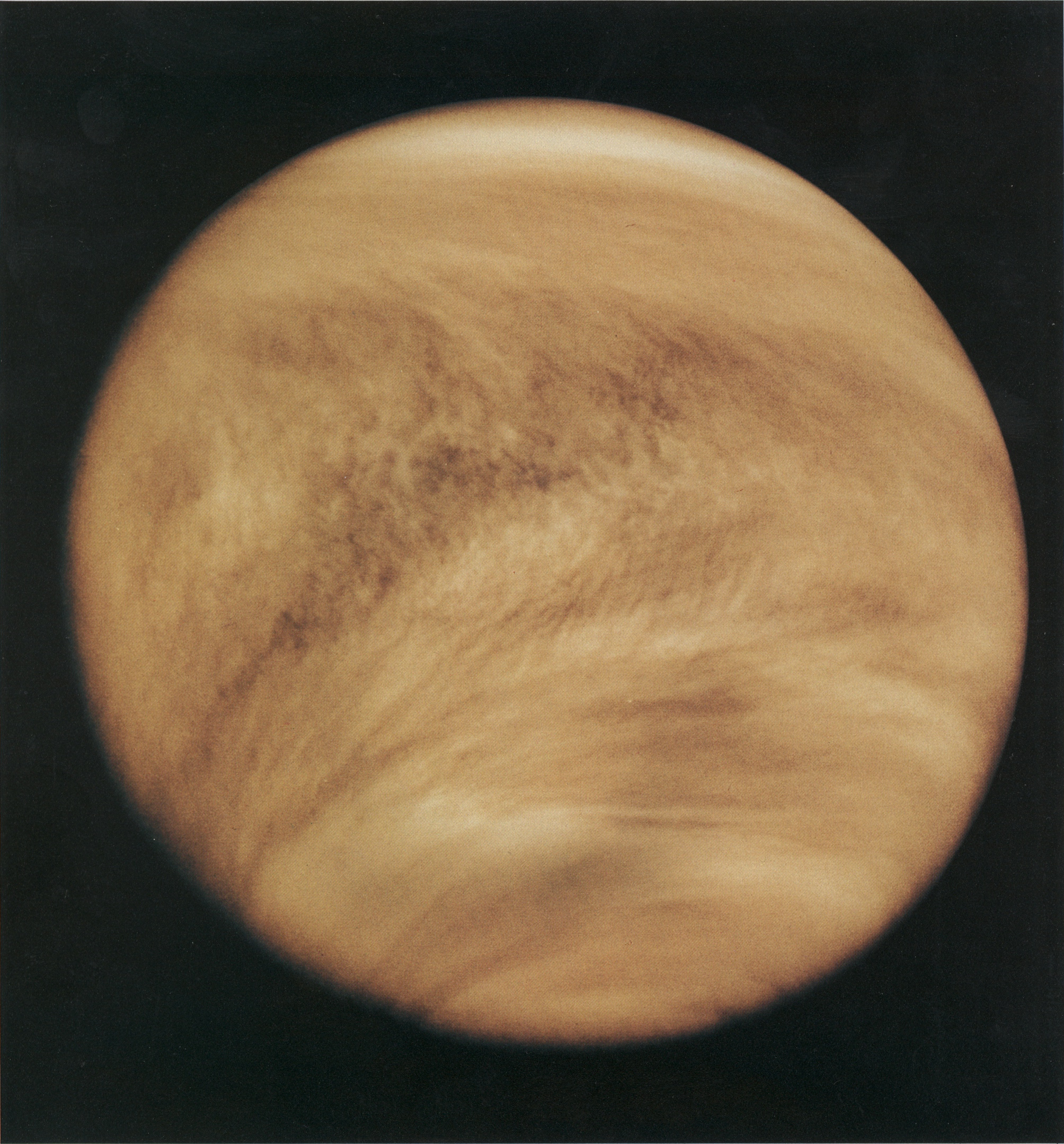
Океаны Венеры могли испариться из-за бесконтрольного парникового эффекта

На Венере мог произойти взрывной парниковый эффект с участием углекислого газа и водяного пара. В таком случае, возможно, на Венере существовал глобальный океан. По мере увеличения яркости молодого Солнца количество водяного пара в атмосфере увеличивалось, увеличивая температуру и, следовательно, увеличивая темп испарения океана, приводя в конечном итоге к ситуации, когда океаны вскипели, а весь водяной пар переместился в атмосферу. В наши дни в атмосфере Венеры водяного пара почти нет. Если водяной пар действительно когда-то поспособствовал нагреву Венеры, то предполагается, что эта вода полностью ушла в космическое пространство. В пользу этого сценария свидетельствует чрезвычайно высокое соотношение дейтерия к водороду в атмосфере Венеры, примерно в 150 раз больше Земного, поскольку лёгкий водород активнее уходил из атмосферы, чем его более тяжелый изотоп, дейтерий. Венера достаточно сильно нагревается Солнцем, поэтому водяной пар может подниматься в верхние слои атмосферы и разделяться на водород и кислород под действием ультрафиолетового излучения. Затем водород покидает атмосферу, а кислород рекомбинирует с горными породами. Углекислый газ, доминирующий в текущей атмосфере Венеры, обязан своим присутствием слабому механизму циркуляции углерода по сравнению с Землей, где углекислый газ, извергаемый из вулканов, эффективно погружается обратно в магму на геологических временных масштабах благодаря активной тектонике плит.

## Земля
В истории Земли неоднократно чередовались теплые и ледниковые эпохи. При текущем климате коэффициент усиления положительной обратной связи от увеличения количества атмосферных водяных паров, а также расстояние от Земли до Солнца при его текущей яркости значительно ниже того, что требуется для потенциального испарения океанов. Ученый-климатолог Джон Хьютон написал, что «в данный момент на Земле нет никакой возможности повторения парникового эффекта Венеры». Однако климатолог Джеймс Хансен не согласен с такой точкой зрения. В книге «en:Storms of My Grandchildren» он говорит, что сжигание угля и добыча сланцевой нефти приведет к взрывному парниковому эффекту на Земле. Переопределение эффекта водяного пара в климатических моделях в 2013 году показало, что результат Джеймса Хансена в принципе может быть возможен, но требует в десять раз больше CO2, чем мы могли бы получить от сжигания всей нефти, угля и природного газа в земной коре. Кроме того, Бентон и Твитчетт пользуются другим определением взрывного парникового эффекта, события, соответствующие этому определению, являются возможной причиной палеоцен-эоценового термического максимума и великого вымирания.

### Далёкое будущее
Большинство учёных считают, что взрывной парниковый эффект неизбежен в долгосрочной перспективе, поскольку Солнце становится больше и ярче со временем. Это потенциально может означать конец всей жизни на Земле. Примерно через миллиард лет Солнце станет на 10 % ярче, температура поверхности Земли достигнет 47 °C, что приведет к быстрому росту температуры Земли и её океанов до кипения, пока она не станет планетой, похожей на нынешнюю Венеру.
Согласно книге астробиологов Питера Уорда и Дональда Браунли «Жизнь и смерть планеты Земля», сейчас скорость потери океана составляет около одного миллиметра за миллион лет, но этот темп будет постепенно ускоряться по мере увеличения температуры Солнца, и, возможно, достигнет одного миллиметра за 1000 лет. Уорд и Браунли полагают, что возможны два варианта развития событий: «влажный парник», где водяной пар преобладает в тропосфере и начинает накапливаться в стратосфере, и «взрывной парник», где водяной пар станет основным компонентом атмосферы, Земля начнёт испытывать резкое потепление, её поверхность нагреется до 900 °C, в результате чего расплавится и уничтожит всю жизнь, возможно примерно через три миллиарда лет. В любом случае, потеря океанов неизбежно превратит Землю в преимущественно пустынный мир, с единственными оставшимися водоемами в виде нескольких то и дело испаряющихся прудов около полюсов, и с огромными пустошами на месте того, что когда-то было океанским дном, подобно пустыне Атакама в Чили или Бэдуотер в Долине смерти, где жизнь может остаться на несколько миллиардов лет. Из-за этого, в последнем случае потеря океанов спасет остатки жизни, а не уничтожит её полностью. Однако сложная жизнь, такая как растения и животные, вымрет задолго до того, как это произойдет, поскольку потеря океанов остановит тектонику плит; вода является смазкой для тектонической активности, а потеря всей воды сделает земную кору слишком твердой и сухой, чтобы она могла испытывать субдукцию, вследствие чего цикл углерода прекратится полностью (вулканы, поставляющие СО2 в атмосферу также перестанут существовать).

## Физика взрывного парникового эффекта
Обычно, когда равновесие излучения планеты нарушено (например, при увеличении количества солнечного света, которое она получает или изменении концентрации парниковых газов), она переходит к новой температуре до тех пор, пока стабилизирующая обратная связь, известная как реакция Стефана-Больцмана, не восстановит равновесие между количеством энергии, поглощаемой и излучаемой планетой. Например, если бы Земля вдруг получила больше солнечного света, это привело бы к временному неравновесию излучения (больше получаемого, чем излучаемого) и как следствие, к потеплению. Однако, поскольку закон Стефана-Больцмана требует, чтобы планета с большей температурой излучала больше энергии, в конечном итоге будет достигнут новый баланс излучения, и температура будет поддерживаться на новом, более высоком уровне.
Однако, когда у планеты есть механизм положительной обратной связи на основе водяного пара, эффективность парникового эффекта возрастает по мере того, как растет температура. Поэтому количество излучения, уходящего в пространство увеличивается медленнее, чем для чистого излучателя Стефана-Больцмана, ведущего себя как абсолютно черное тело. В конце концов инфракрасное поглощение возрастает настолько, что количество энергии, выходящей в космос, больше не зависит от температуры на поверхности и асимптотически стремится к пределу Комбаяши-Ингерсолла. Если количество энергии, которое планета получает от звезды (или от внутренних источников тепла), превышает это значение, равновесие излучения никогда не будет достигнуто. Результатом является взрывной процесс, который продолжается до тех пор, пока обратная связь с участием водяного пара не исчезнет, что может произойти, когда весь океан испарится и рассеется в космос.

## Связь с обитаемостью
Концепция обитаемой зоны используется планетологами и астробиологами для определения орбитальной области вокруг звезды, в которой планета (или луна) может поддерживать воду на поверхности в жидком состоянии. В соответствии с этим определением внутренний край обитаемой зоны (то есть ближайшая точка к звезде, в которой планета все ещё может удержать жидкую воду) определяется точкой, в которой начинает происходить взрывной парниковый эффект. Для звезд солнечного типа этот внутренний край оценивается примерно в 84 % от расстояния от Земли до Солнца, хотя другие эффекты с обратной связью, например, увеличение альбедо из-за мощных облаков, может несколько изменить эту оценку.